# Jason-3
Jason-3 — космическая океанографическая лаборатория, выполняющая миссию по измерению рельефа поверхности мирового океана.
Совместный проект Национального управления океанических и атмосферных исследований (NOAA), Национального управления по аэронавтике и исследованию космического пространства (NASA), Национального центра космических исследований (CNES) и Европейской организации спутниковой метеорологии (Eumetsat).

## Предшественники
Космический аппарат Jason-3 продолжит работу своих предшественников:
- TOPEX/Poseidon[англ.] — запущен 10 августа 1992 года, завершил работу в 2006 году.
- Jason-1[англ.] — запущен 7 декабря 2001 года, завершил работу в 2013 году.
- Jason-2 — запущен 20 июня 2008 года, продолжает работу.

## Аппарат
Построен на базе космической платформы Proteus компанией Thales Alenia Space. Пара крыльев солнечных батарей (из 4 панелей каждое) позволяют производить до 580 Вт электроэнергии. Орбитальное маневрирование осуществляется с помощью 4 гидразиновых двигателей с тягой 1 Н каждый. Вместимость топливного бака — до 28 кг. Стартовая масса спутника составляет 553 кг.

## Инструменты
Содержит схожий набор инструментов, что и его предшественник Jason-2. Главными инструментами являются радиовысотомер Poseidon-3B и радиометр AMR-2, три других инструмента (DORIS, GPSP, LRA) в совокупности позволяют максимально точно определить пространственное местоположение спутника в момент произведения измерений. В качестве попутных инструментов на аппарат установлены экспериментальные радиационные дозиметры.
Poseidon-3B
импульсный радиовысотомер, предназначен для измерения точного расстояния от спутника до поверхности океана (изготовлен CNES).
Advanced Microwave Radiometer-2 (AMR-2)
пассивный микроволной радиометр, предназначен для измерения количества пара над океаном (изготовлен JPL).
Doppler Orbitography and Radiopositioning Integrated by Satellite (DORIS)
пассивный радиолокатор, принимает сигнал от 60 наземных маяков, позволяет определить орбитальную позицию спутника с точностью до 3 сантиметров.
Global Positioning System Payload (GPSP)
GPS-приёмник для определения пространственного положения и точного времени, может принимать сигнал от 16 GPS-спутников одновременно.
Laser Retroreflector Array (LRA)
пассивный лазерный ретрорефлектор, принимает лучи от 40 наземных станций, позволяет определять позицию аппарата на орбите с точностью до сантиметра.
Joint Radiation Experiment (JRE)
состоит из двух радиационных дозиметров — CARMEN-3 и Light Particle Telescope (LPT)

## Орбита
Целевая рабочая орбита спутника находится на высоте 1336 км с наклонением 66,038° и периодом обращения 112 минут. Асинхронность орбиты позволит ей повторяться один раз в 9,9 дней (127 витков).

## Запуск
Изначально запланированный на 22 июля 2015 года запуск был отложен из-за обнаруженного загрязнения одного из маневровых двигателей аппарата. В дальнейшем запуск откладывался в связи с ожиданием возвращения к запускам ракеты-носителя Falcon 9 после аварии миссии SpaceX CRS-7.
Запуск успешно состоялся в 18:42 UTC 17 января 2016 года со стартовой площадки SLC-4E на базе Ванденберг. Через 9 минут после запуска двигатель второй ступени был выключен после выхода на промежуточную орбиту 175 x 1321 км, наклонение 66°. Через 55 минут после запуска вторая ступень была перезапущена для закругления орбиты. Финальные показатели орбиты 1305 x 1320 км, наклонение 66°. Jason-3 был отсоединён на 57-й минуте полёта. Солнечные батареи спутника были успешно раскрыты, электроснабжение аппарата подтверждено.

Посадка первой ступени на плавающую платформу Autonomous Spaceport Drone Ship, размещённую в Тихом океане на расстоянии около 300 км от места запуска, оказалась неудачной. Скорость при касании платформы была нормальной, ступень приземлилась в центр платформы, но одна из посадочных опор не зафиксировалась в раскрытом положении и ступень упала на платформу. На одной из опор не сработал цанговый патрон, фиксирующий опору в открытом положении, возможной причиной могло стать намерзание льда из-за конденсации густого тумана при запуске.

## Фотогалерея

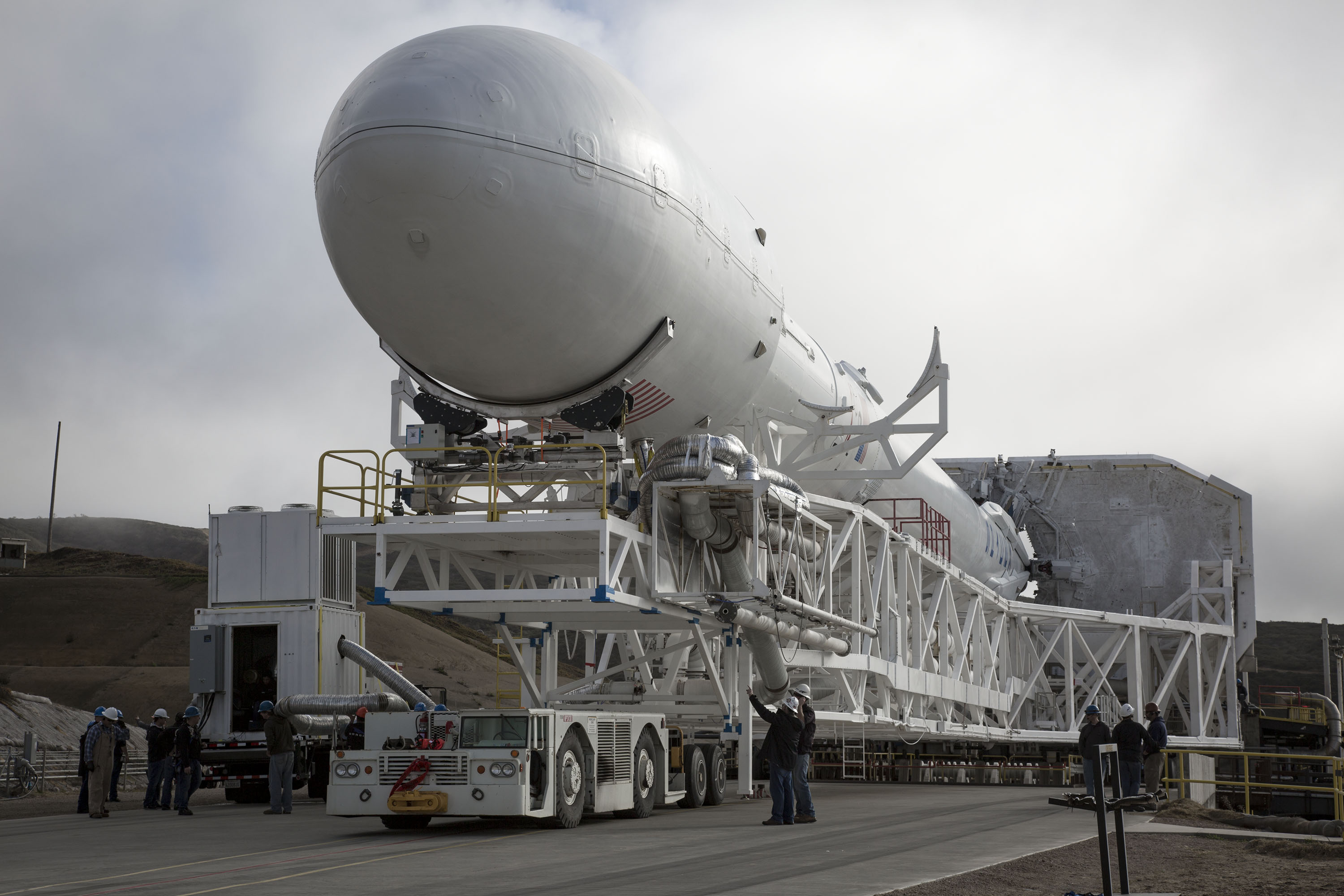
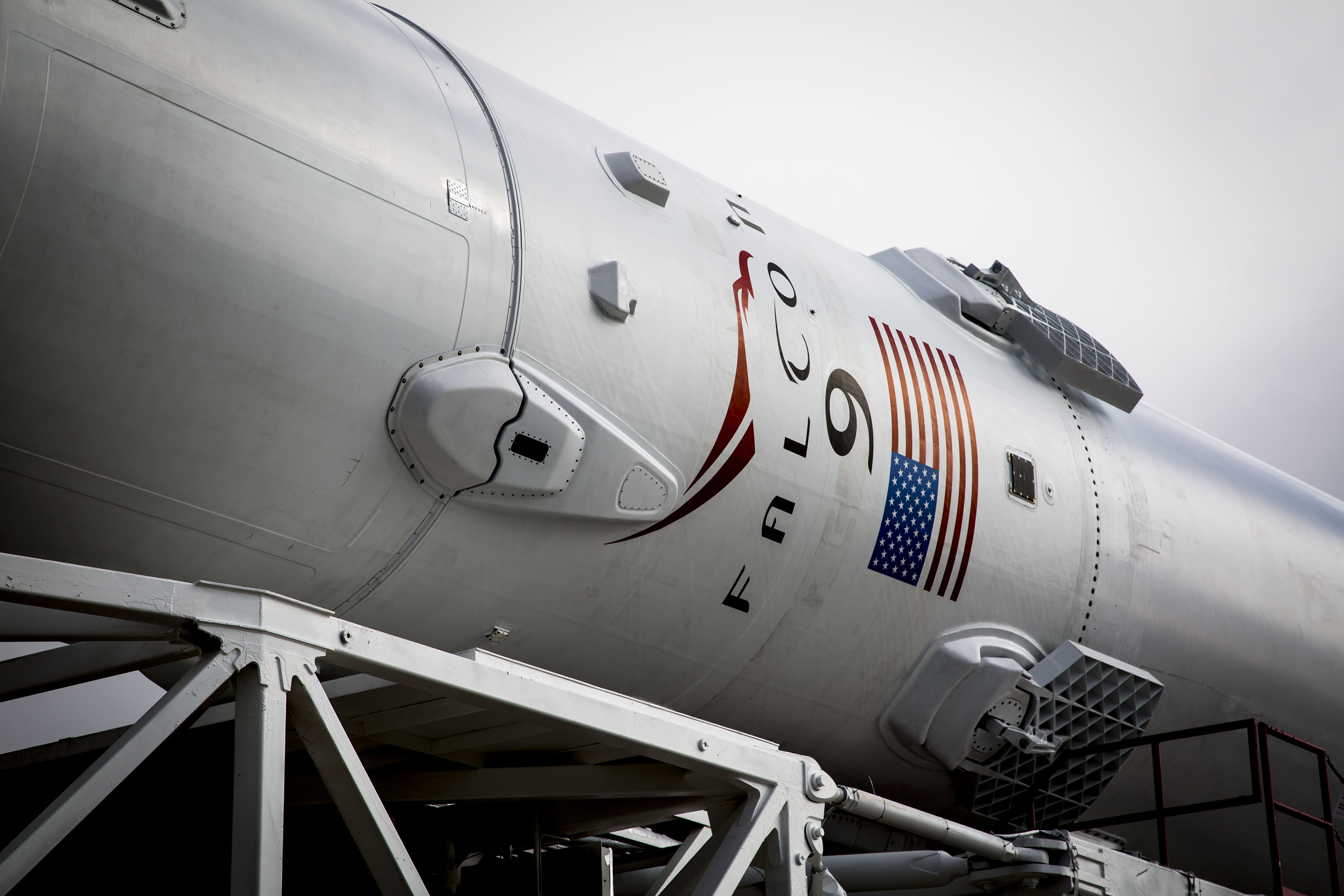
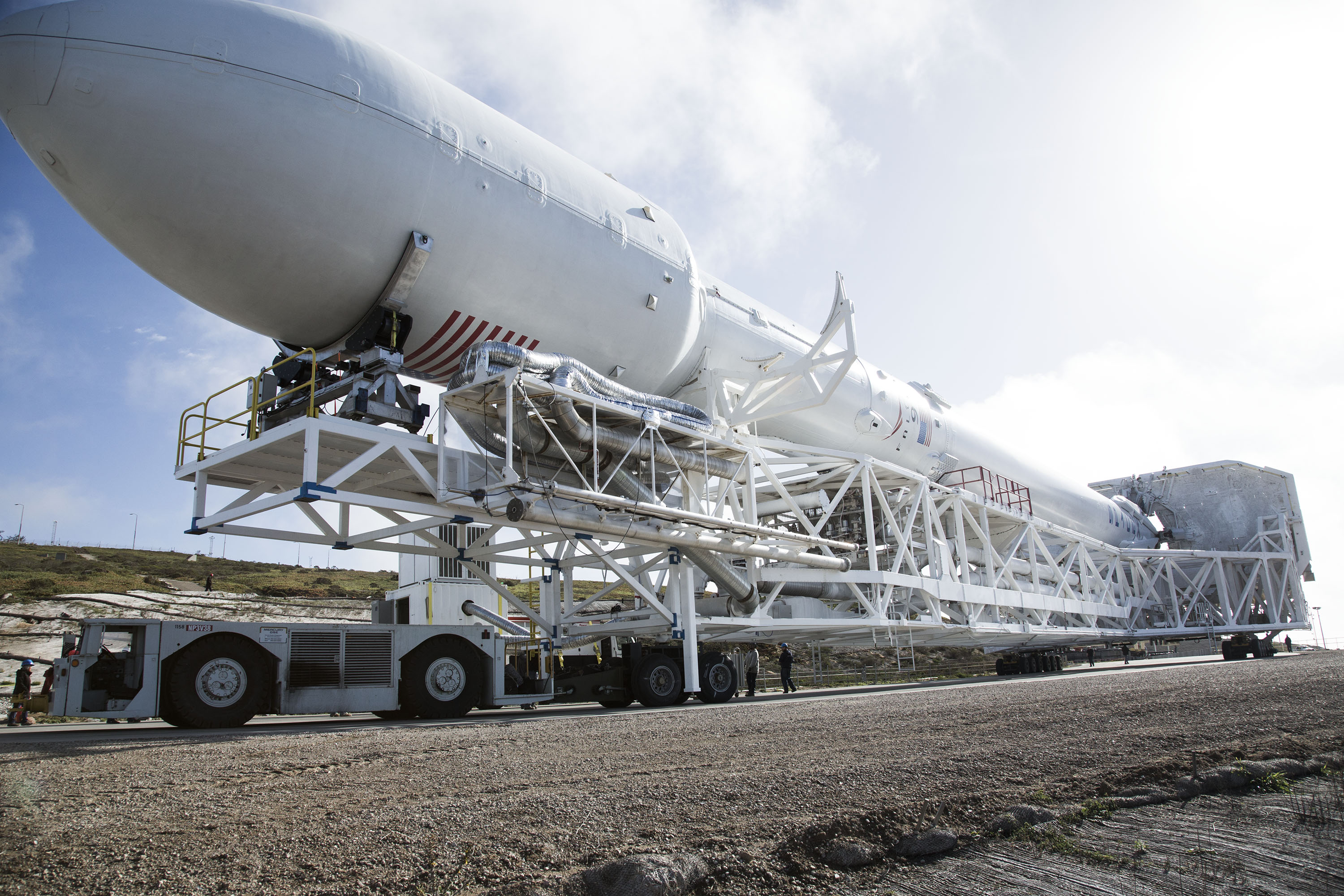
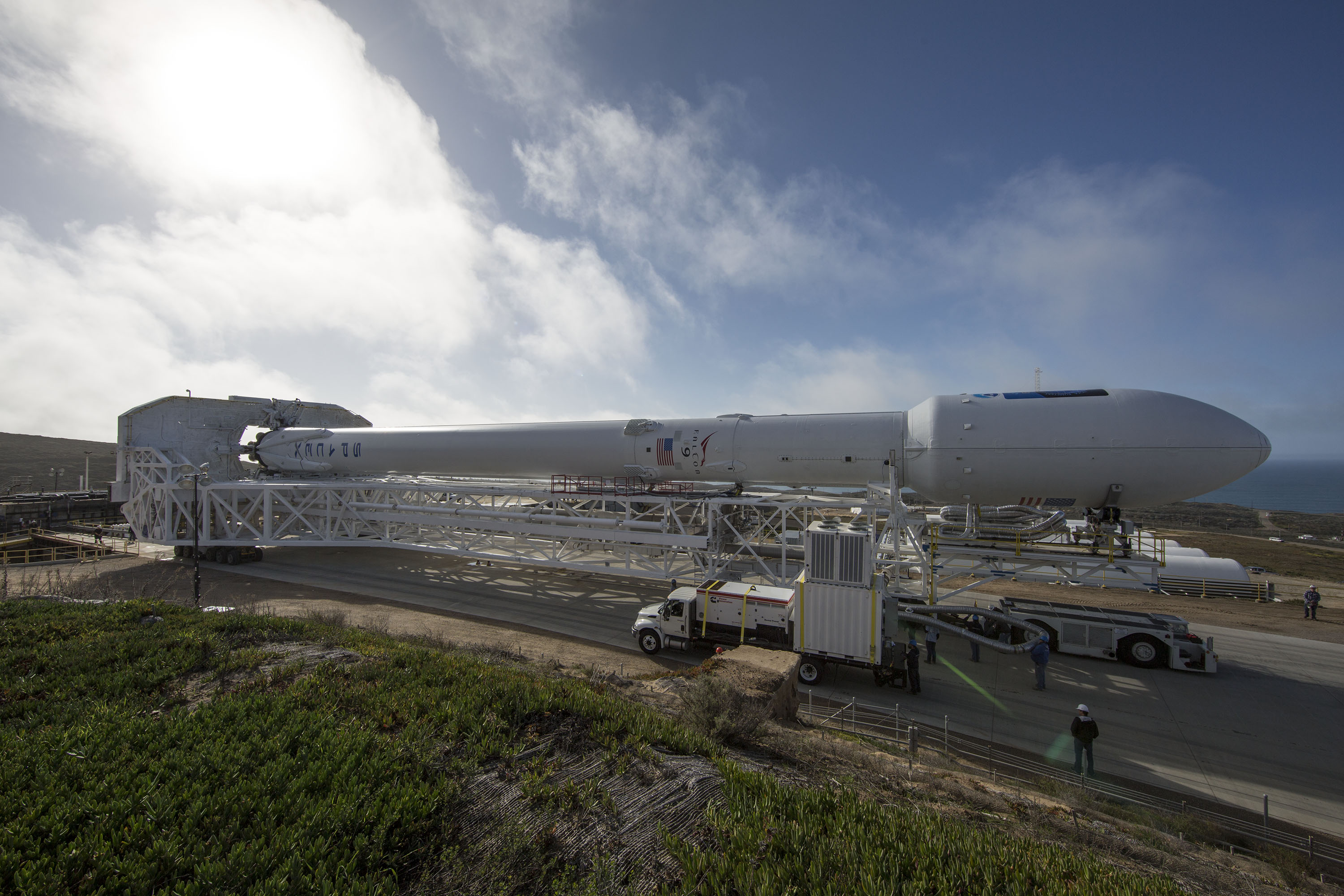
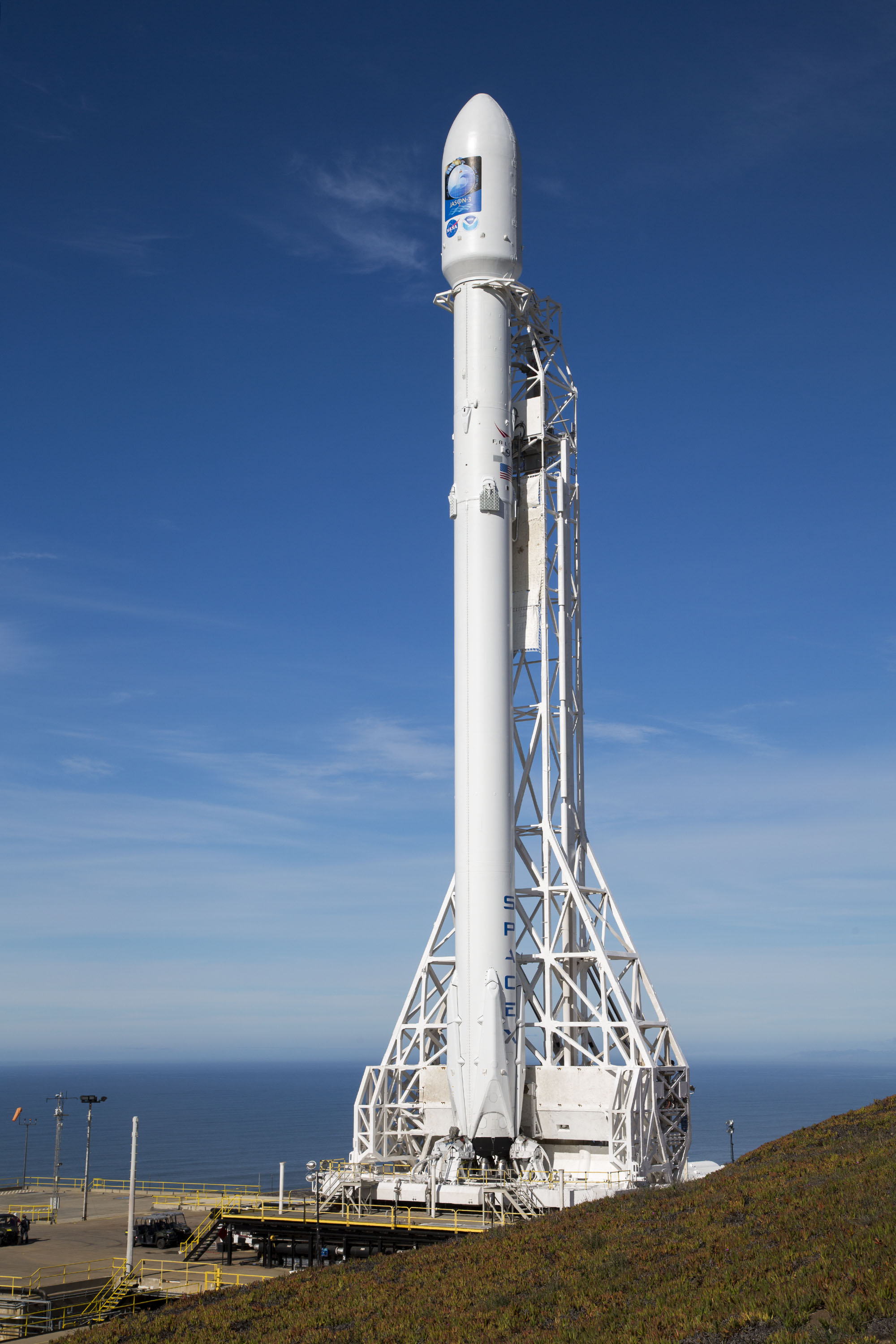
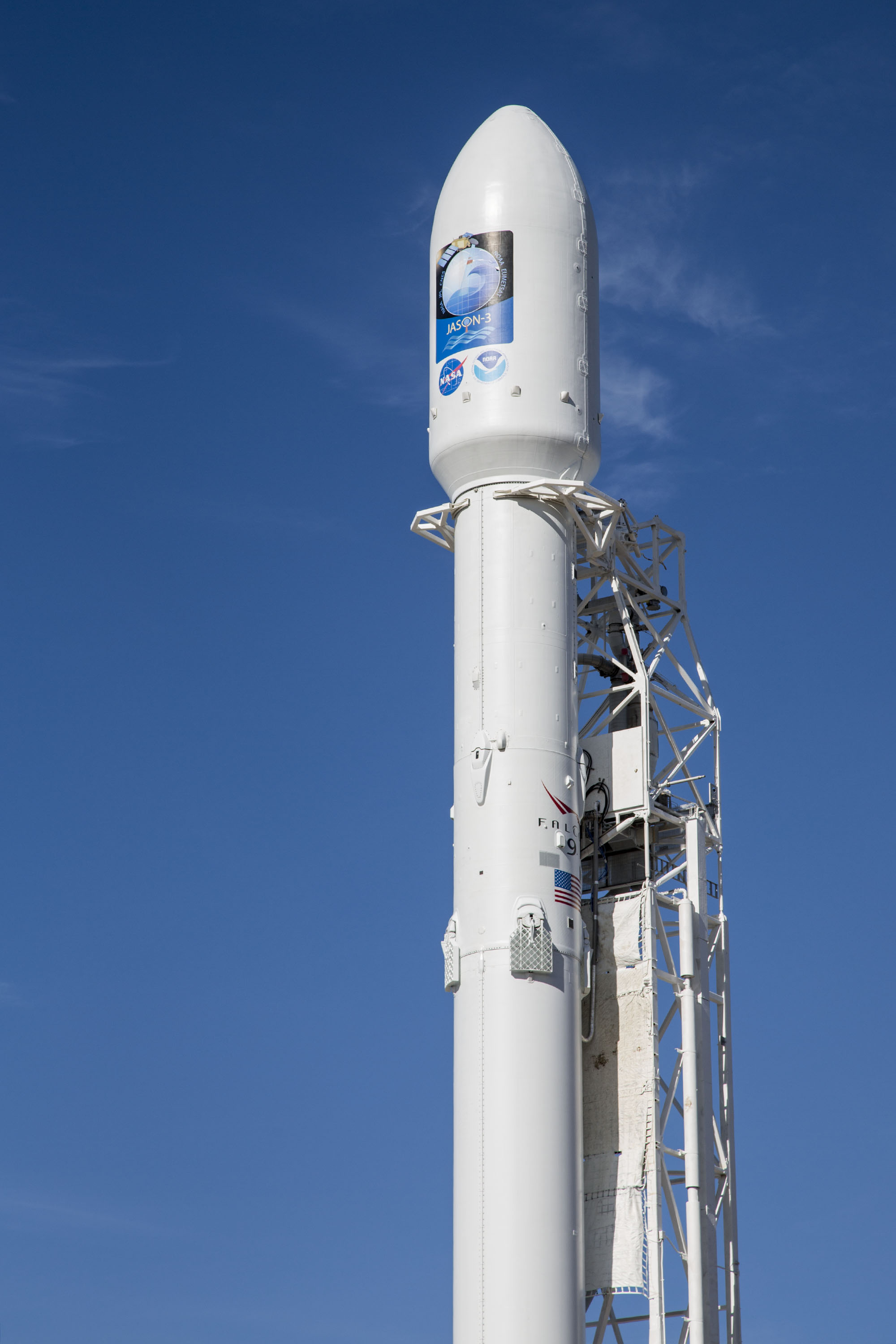
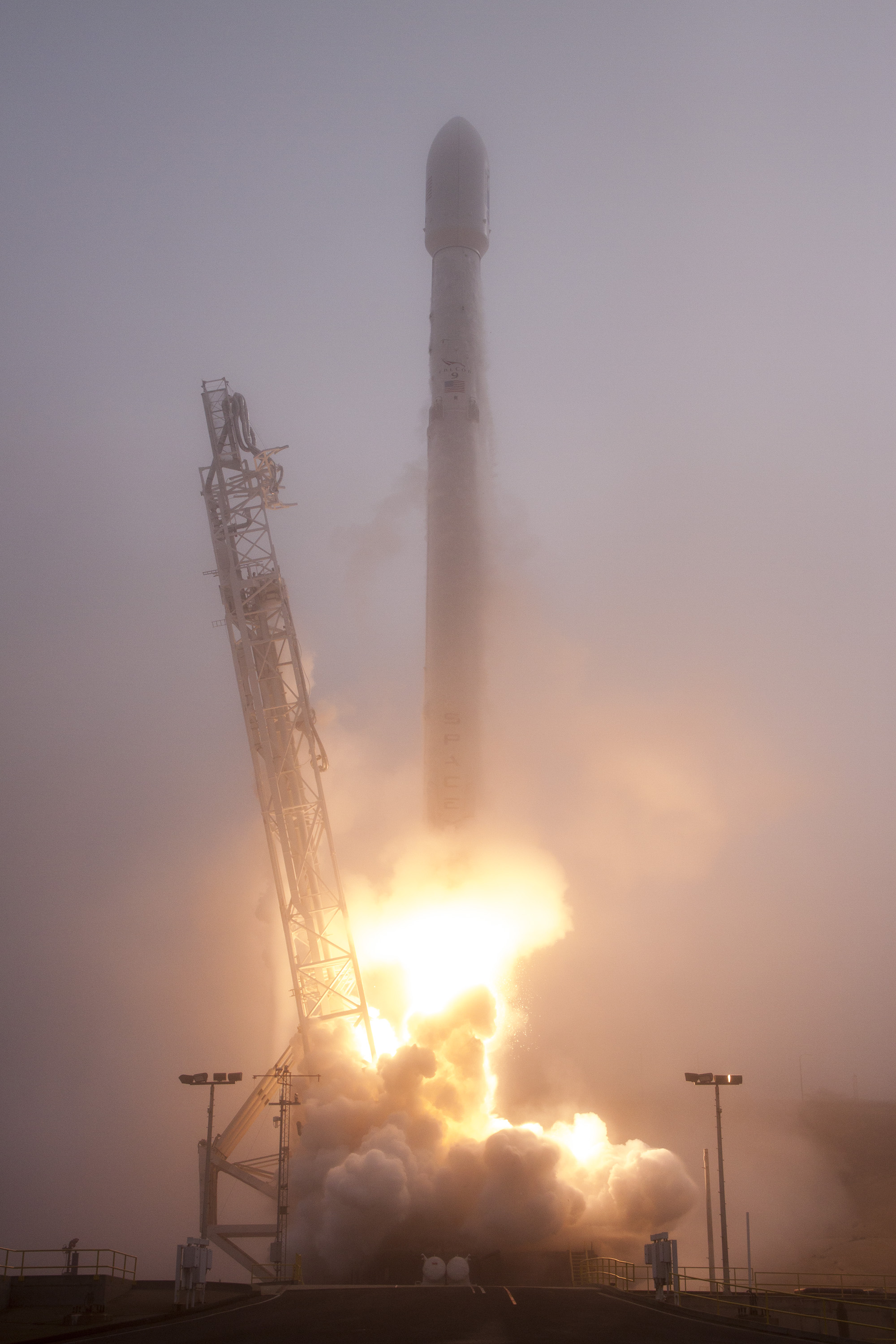
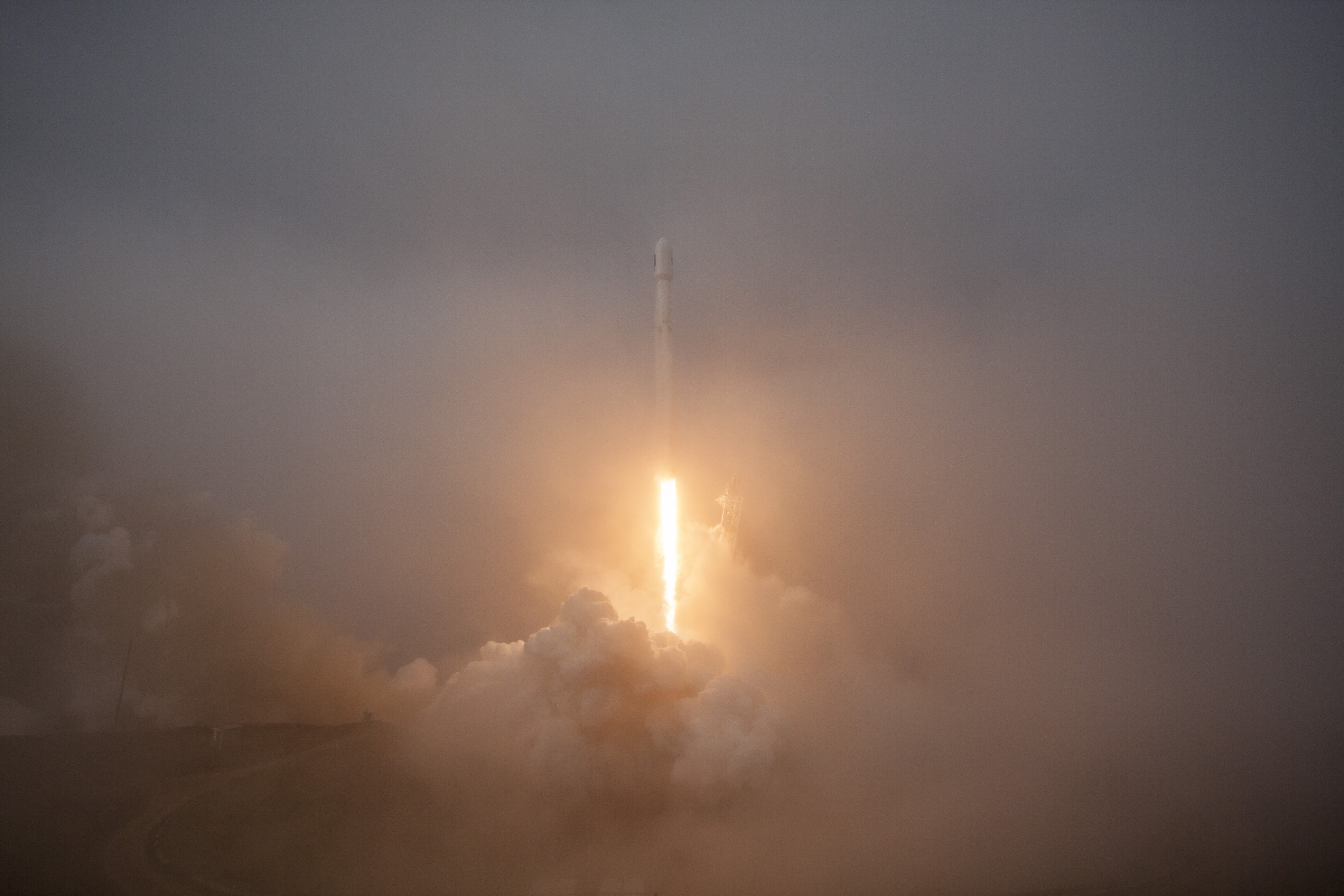
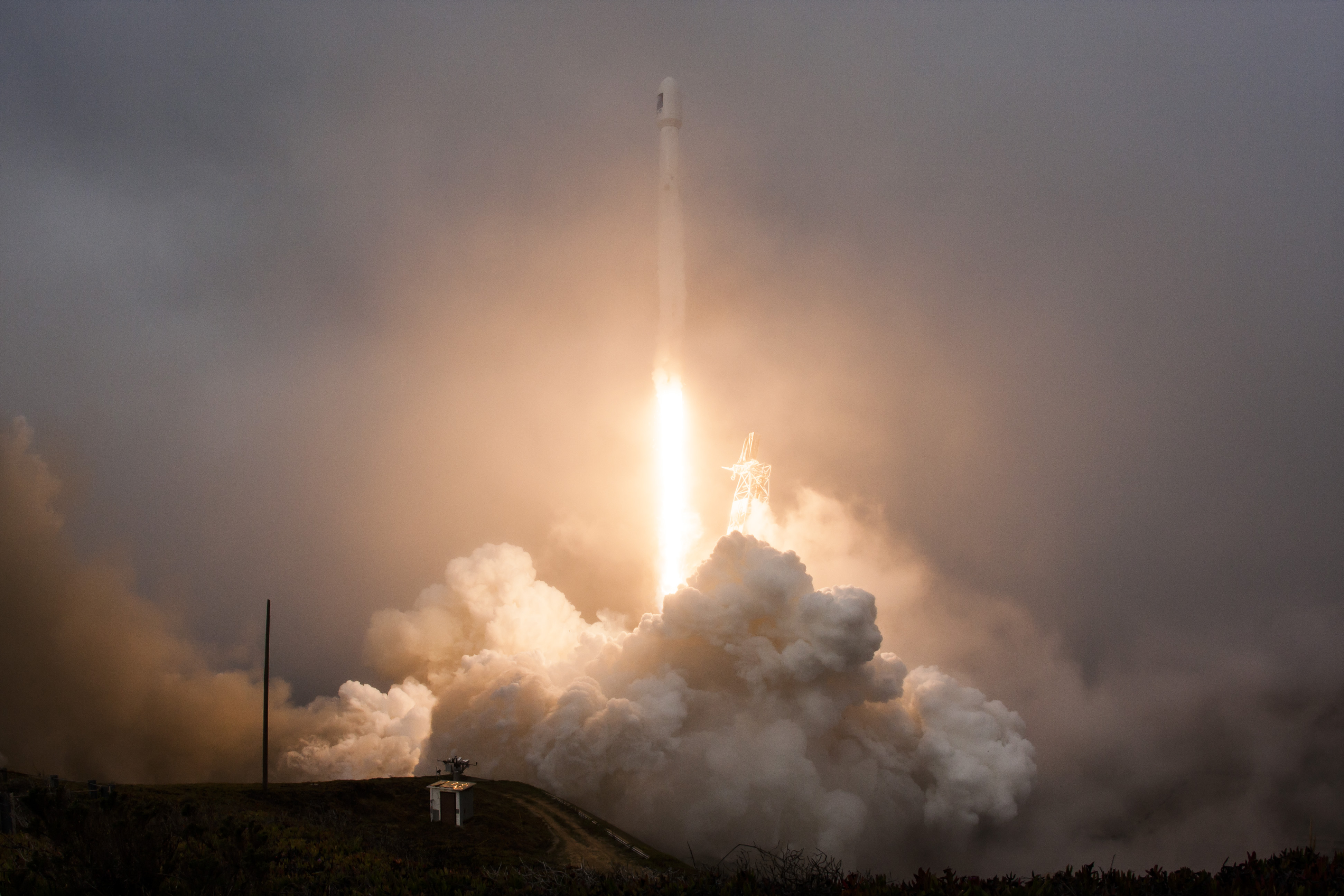
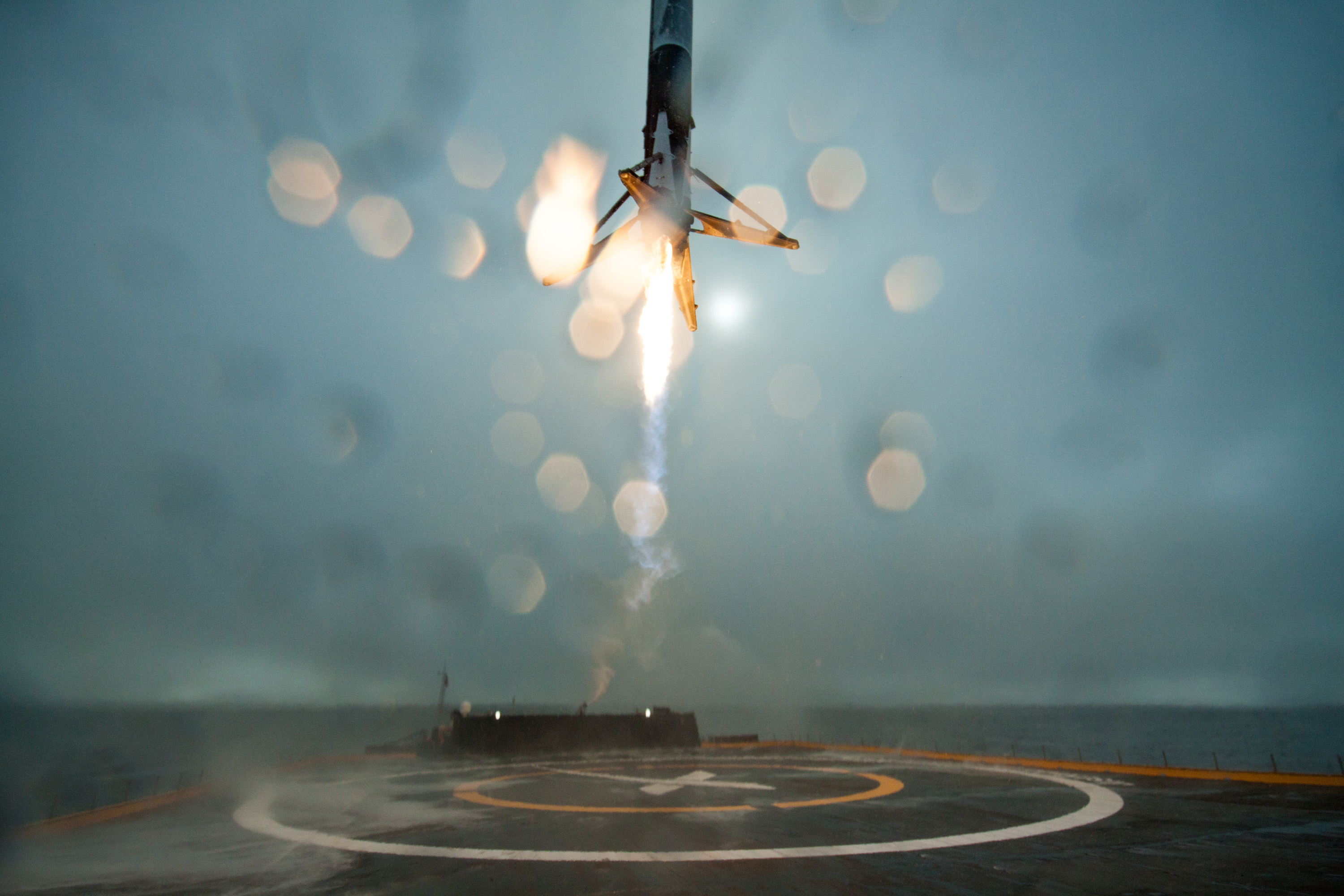
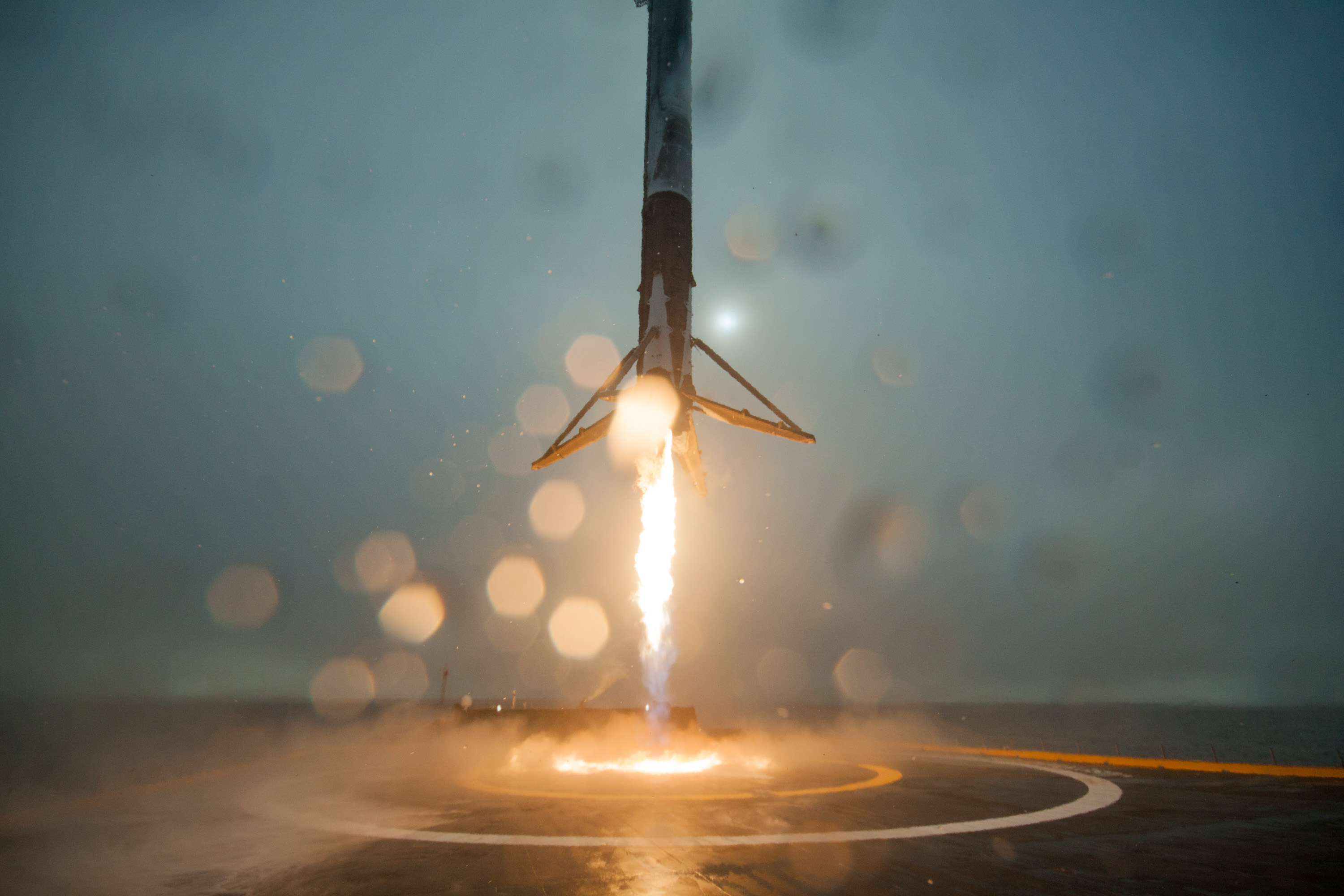
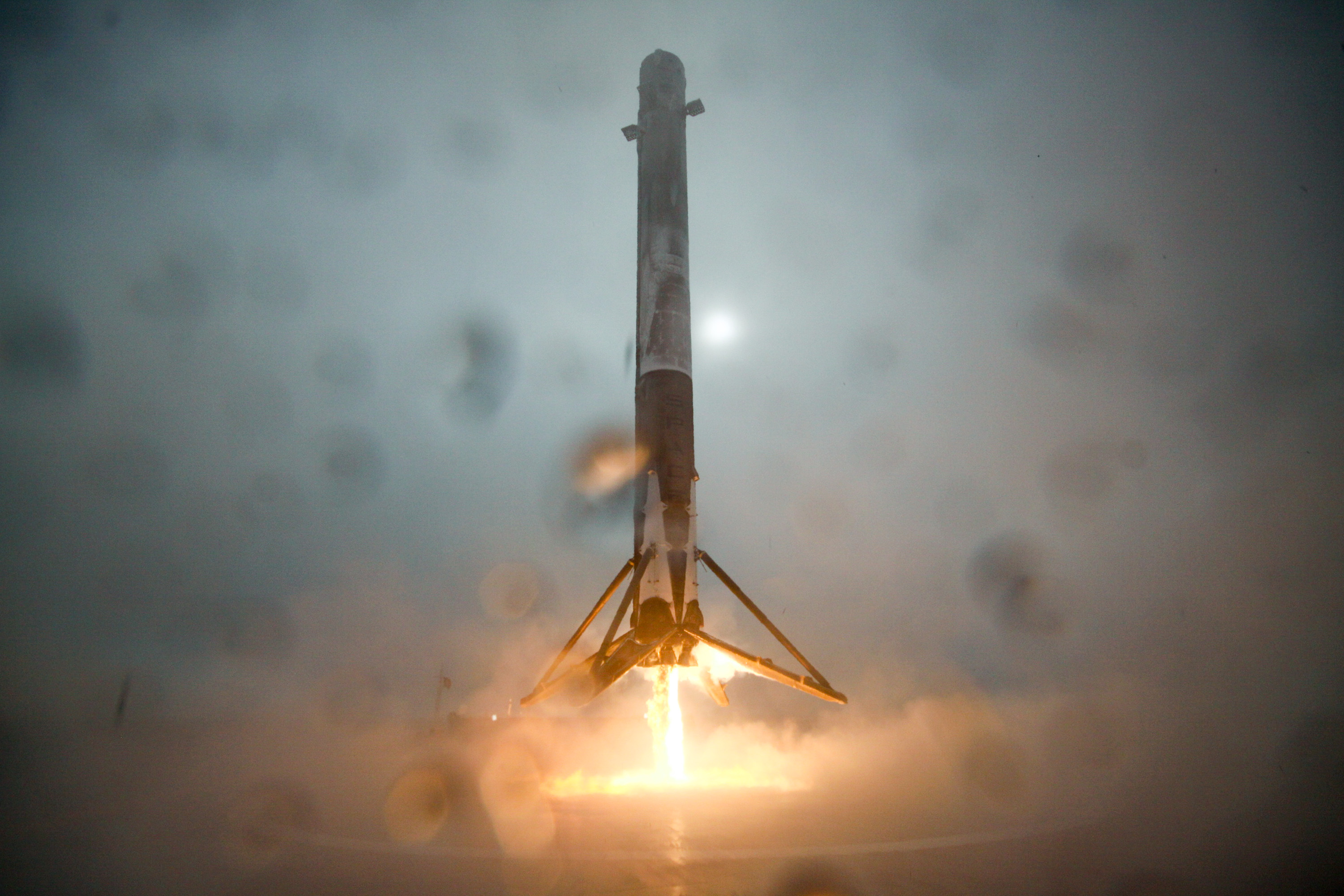